# Нью-гемпшир

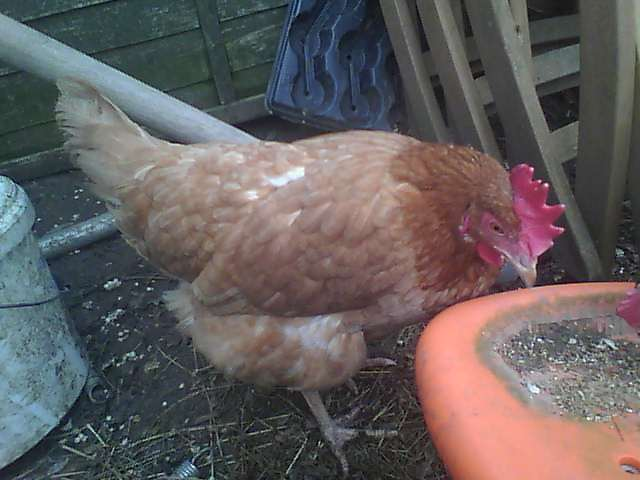
Нью-гемпшир (курица)

Нью-гемпшир (англ. New Hampshire) — американская мясо-яичная порода кур. Выведены в начале двадцатого века в штате Нью-гэмпшир из породы Род-айланд. Быстро растут, взрослеют и оперяются. 

## Характеристики
Оперение: орехового цвета, с чёрным хвостом, на шее золотистое и чёрные «бусинки» как ожерелье.
Экстерьер: гребень прямостоячий, состоит из пяти зубцов. Хвост с туловищем должен составлять угол 45 градусов. Ноги недлинные, жёлтые. Клюв тёмный, в хвосте 2—3 тёмные косицы, грудь широкая, выпуклая с ровным килем.
Живой вес: самец ~ 3,5—4,5 кг, самка ~ 3—3,5 кг.
Яйценоскость: 200—220 яиц в год массой 65-70 г.
Характерные особенности: курицы этой породы — хорошие наседки и матери.

## Стандарт
Куры — орехового цвета, с чёрным хвостом, на шее — чёрные «бусинки» как ожерелье. У петуха эти «бусинки» не чёткие, но пятнышки должны быть. У всех золотистое оперение на шее. Середина туловища у петуха темнее чем у курицы. Гребень прямостоячий, состоит из пяти зубцов. Хвост с туловищем должен составлять угол 45 градусов. Эта птица средней высоты. Ноги недлинные, жёлтые. Клюв тёмный, в хвосте 2—3 тёмные косицы, грудь широкая, выпуклая с ровным килем.